# Zehra Sayers
Zehra Sayers (Turquia, 25 de setembre de 1953) és una biòloga estructural turca. Anteriorment ha estat presidenta de la Universitat de Sabancı i ha presidit el comitè assessor de Synchrotron-Light for Experimental Science and Applications in the Middle East (SESAME). Va ser guardonada amb el premi AAAS a la diplomàcia científica el 2019. Té la ciutadania turca i britànica.

## Formació
Va estudiar física a la Universitat Boğaziçi d'Istanbul. Per als seus estudis de postgrau, Sayers es va traslladar al Regne Unit. El 1978 es va doctorar a la King's College London GKT School of Medical Education, el títol va ser atorgat per la Universitat de Londres. Va treballar com a investigadora postdoctoral a la Universitat Oberta i al Laboratori Wallenberg de la Universitat d'Uppsala. El 1986 va ser la primera dona científica designada al Laboratori Europeu de Biologia Molecular. Sayers va ser pionera en l'ús de radiació de sincrotró per estudiar proteïnes citoesquelètiques i cromatina. Mentre treballava a Alemanya, va ser nomenada professora associada. Va obtenir el títol de professora amb una tesi de la Universitat alemanya d'Hamburg el 1996.

## Recerca
El 1998 Sayers va tornar a Istanbul i va ser membre fundadora de la universitat de Sabancı. Va ser elegida directora del Programa de desenvolupament de la fundació el 2010 i presidenta el 2018. La seva investigació ha considerat la producció de proteïnes recombinants i ha tingut en compte l'estructura de les fibres de cromatina i les proteïnes filamentoses. Busca identificar la relació entre estructura i funció en les macromolècules. A la Universitat Sabancı, ha revolucionat l'ensenyament de primer cicle, desenvolupant un currículum interdisciplinari d'arts liberals per a l'ensenyament de les ciències a Turquia.
Es va involucrar amb el projecte Synchrotron-Light for Experimental Science and Applications in the Middle East (SESAME) el 2000. La font de llum va ser inaugurada el 2017 per Abdullah II de Jordània. Ella creu que les fonts de llum de sincrotró són una manera eficaç d'integrar científics de diferents disciplines i nacionalitats. Durant la seva etapa com a presidenta del comitè assessor, va supervisar la formació de centenars de joves científics per utilitzar la radiació de sincrotró. Va ocupar el seu càrrec de presidenta del comitè assessor de SESAME del 2002 al 2018. Ha treballat com a assessora del Projecte del Turc Accelerator Center. Va parlar de les col·laboracions internacionals que formen part de SESAME al TED x CERN el 2013.
Va rebre el premi EuroScience Rammal Award el 2017, que va reconèixer les seves contribucions a la creació del programa científic de SESAME. El 2019 Sayers es va convertir en la primera persona turca en guanyar el premi AAAS a la diplomàcia científica. Aquell mateix any va ser nomenada una de les 100 dones de la BBC del 2019.

## Reconeixements
- Premi EuroScience Rammal 2017[3]
- Membre honorari de la Societat de l'Acadèmia de les Ciències de Turquia del 2019[17]
- Premi AAAS 2019 a la diplomàcia científica[14]
- 2019 100 dones (BBC)[16]